# Jean-Luc Istin
Jean-Luc Istin est un auteur de bande dessinée né le 1er août 1970 à Pontivy. Dessinateur et scénariste, il est directeur de plusieurs collections aux éditions Soleil Productions, en particulier la collection Soleil Celtic, la collection 1800, la collection Serial Killer, la collection Secrets du Vatican et la collection Anticipation.

## Biographie

### Vie personnelle
Il est père de trois enfants : Edwin (né en 1997), Solenne (née en 2001) et Etann (né en 2009)[réf. nécessaire].

## Publications en tant que directeur de collection
- Oracle (Soleil)
  1. La Pythie, scénario Olivier Peru, dessin Stefano Martino, 2014
- Les Terres d'Arran (Soleil)
  1. Elfes (Soleil)
  2. Nains (Soleil)
  3. Orcs et Gobélins (Soleil)
  4. Mages (Soleil)
  5. Terres d'Ogon (Soleil)
  6. Guerres d'Arran (Soleil)
- Les Maîtres inquisiteurs (Soleil)
  - Les Maîtres Assassins (Soleil)
- Hero Corp (Soleil)

## Publications en tant qu'auteur
- Aleph (scénario de Jean-Luc Istin, dessin de Dim. D, Nucléa, réédition Soleil)

1. L'Énigme du Luna (2000)
2. Le Neuvième Dragon (2001)
3. L'Ange de lumière (2001)

- Alice Matheson (scénario de Jean-Luc Istin, dessin de Philippe Vandaële pour le tome 1, puis de Zivorad Radivojevic pour le tome 2, Soleil coll. « Anticipation »)

1. Jour Z (2015)[1]
2. Le tueur en moi (2015)

- Aquilon (scénario de Jean-Luc Istin, dessin de Guy Michel, Soleil Productions)

1. La Solimère (2001)
2. Danaan (2002)

- Arthur Pendragon (Nucléa)

1. L'Usurpateur (2001)[2]

- Les Brumes d'Asceltis (scénario de Nicolas Jarry, dessin de Jean-Luc Istin, Soleil)

1. La Citadelle oslanne (2003)
2. Le Dieu lépreux (2004)
3. Le Roi Akorenn (2006)
4. En terre Scente (2010)

- La Cathédrale des Abymes (scénario de Jean-Luc Istin, dessin et couleurs de Sébastien Grenier, Soleil)

1. L'Évangile d'Ariathie (2018)
2. La Guilde des assassins (2019)

- Le Cinquième Évangile (Soleil)

1. La Main de Fatima (2008)
2. L'antre de Cerbère (2009)

- Les Contes de l'Ankou (scénario de Jean-Luc Istin, dessin collectif, Soleil)

1. Hantise (2003)
2. Qui est mon père ?[3] (2005)
3. Au royaume des morts (2007)

- Les Contes de Brocéliande (scénario de Jean-Luc Istin, dessin collectif, Soleil)

3. Livre troisième : Les Dames de Brocéliande (2005)
- Les Contes du Korrigan (scénario de Jean-Luc Istin, dessin collectif, Soleil)

1. Livre premier : Les Trésors enfouis (2002)
2. Livre second : Les Mille Visages du diable (2003)
3. Livre troisième : Les Fleurs d'écume (2003)
8. Livre huitième : Les Noces féeriques (2006)
- Le Crépuscule des dieux (scénario de Jean-Luc Istin, dessin de Gwendal Lemercier, Soleil)

0. La Malédiction de l'anneau (2009)
- Draven t. 1 : La Prise de Safed, avec Vincent Arnoul, Nucléa, 2001[4].

- Les Druides (Soleil)

1. Le Mystère des Oghams (2005)
2. Is la blanche (2006)
3. La Lance de Lug (2007)
4. La Ronde des Géants (2008)
5. La Pierre de destinée (2009)
6. Crépuscule (2012)
7. Les Disparus de Cornouaille (2012)
8. Les Secrets d'Orient (2014)
9. Le temps des corbeaux (2016)

- Elfes, Soleil Productions

1. Le Crystal des Elfes bleus, dessins de Kyko Duarte, couleurs de Diogo Saïto, 52 p., grand format, 2013  (ISBN 978-2-302-02719-0)
6. La Mission des Elfes bleus, dessins de Kyko Duarte, couleurs de Diogo Saïto, 58 p., grand format, 2014 (DL 06/2014)  (ISBN 978-2-302-03829-5)
11. Kastennroc, dessins de Kyko Duarte, couleurs de Olivier Héban, 63 p., grand format, 2015 (DL 09/2015)  (ISBN 978-2-302-04745-7)
16. Rouge comme la lave, dessins de Kyko Duarte, couleurs de Olivier Héban, 66 p., grand format, 2017 (DL 02/2017)  (ISBN 978-2-302-05585-8)
- Excalibur - Chroniques, dessins d'Alain Brion, Soleil Productions, collection Soleil Celtic

1. Chant 1 - Pendragon, 2012  (ISBN 978-2-302-01890-7)
2. Chant 2 - Cernunnos, 2013  (ISBN 978-2-302-03069-5)
3. Chant 3 - Luchar, 2014  (ISBN 978-2-302-04093-9)
4. Chant 4 - Patricius, 2015  (ISBN 978-2-302-04751-8)
5. Chant 5 - Morgane, 2018  (ISBN 978-2-302-06970-1)

- Le Grimoire de Féerie (scénario de Jean-Luc Istin, dessin de Jean-Marie Minguez, Soleil)

1. Le Secret de Bagueer (2004)
2. Le Grand Pouvoir (2006)

- Lancelot (scénario de Jean-Luc Istin et Olivier Peru, dessin de Alexe, Soleil)

1. Claudas des Terres désertes[5] (2008)
2. Iweret (2010)
3. Morgane (2012)

- Les Maîtres inquisiteurs, (série-concept d'héroïc fantasy), Soleil Productions

3. Nikolaï, dessins de Augustin Popescu, 2015  (ISBN 978-2302047778)
6. À la lumière du chaos, dessins de Stefano Martino, 2017,  (ISBN 978-2302053670)
9. Bakael, dessins de Laci, 2018,  (ISBN 978-2302069725)
- Merlin (scénario de Jean-Luc Istin, dessin d'Éric Lambert)

- 1. La colère d'Ahès, Nucléa, France, juin 2000
Scénario : Jean-Luc Istin - Dessin : Éric Lambert - Couleurs : Stambecco -  (ISBN 2-914235-23-2)

- 2. L'éveil du pouvoir, Nucléa, France, juin 2001
Scénario : Jean-Luc Istin - Dessin : Éric Lambert - Couleurs : Stambecco -  (ISBN 2-914235-33-X)

- 3. Le Cromm-Cruach, Soleil Productions, France, novembre 2002
Scénario : Jean-Luc Istin - Dessin : Éric Lambert - Couleurs : Stambecco -  (ISBN 2-845653-10-7)

- 4. Avalon, Soleil Productions, France, septembre 2003
Scénario : Jean-Luc Istin - Dessin : Éric Lambert - Couleurs : Stambecco -  (ISBN 2-845655-61-4)

- 5. Brendann le maudit, Soleil Productions, France, juin 2004
Scénario : Jean-Luc Istin - Dessin : Éric Lambert - Couleurs : Stambecco -  (ISBN 2-845657-50-1)

- 6. L'ermite et le nid, Soleil Productions, France, mars 2005
Scénario : Jean-Luc Istin - Dessin : Éric Lambert - Couleurs : Stambecco -  (ISBN 2-845658-94-X)

- 7. Le chaudron de Bran-le-Béni, Soleil Productions, France, novembre 2005
Scénario : Jean-Luc Istin - Dessin : Éric Lambert - Couleurs : Stambecco -  (ISBN 2-849462-91-8)

- 8. L'aube des armes, Soleil Productions, France, août 2006
Scénario : Jean-Luc Istin - Dessin : Éric Lambert - Couleurs : Stambecco -  (ISBN 2-849465-41-0)

- 9. Le secret du codex, Soleil Productions, France, janvier 2008
Scénario : Jean-Luc Istin - Dessin : Éric Lambert - Couleurs : Stambecco -  (ISBN 978-2-849-46974-3)

- 10.  La princesse d'Ys, Soleil Productions, France, novembre 2009
Scénario : Jean-Luc Istin - Dessin : Éric Lambert - Couleurs : Olivier Héban -  (ISBN 978-2-302-00934-9)

- 11. Le Roi Arthur, Soleil Productions, France, 10 septembre 2014
Scénario : Jean-Luc Istin - Dessin : Éric Lambert - Couleurs : Sandrine Cordurié -  (ISBN 978-2-302-04081-6)

- Merlin, la quête de l'épée (scénario de Jean-Luc Istin, dessin de Nicolas Demare, Soleil)

1. Prophétie (2005)
2. La Forteresse de Kunjir (2007)
3. Swerg le maudit (2009)
4. Mureas (2010)
5. Les dames du lac de feu (2012)

- Merlin, le Prophète (scénario de Jean-Luc Istin, dessin de Pierre-Denis Goux (tomes 1&2) et de Bojan Vukic (à partir du tome 3), Soleil)

1. Hengist (2010)
2. Renaissance (2011)
3. Uther (2013)
4. L'âme du monde (2014)
5. La voie du juste (2015)

- MuoWang - Les Éveillés

1. La Malédiction de Han (2007)

- L'Ordre des Dragons (Soleil)

1. La Lance (2008)

- Le Sang du dragon (scénario de Jean-Luc Istin, dessin de Guy Michel, Soleil)

1. Au-delà des brumes[6] (2005)
2. La Pierre de Gaëldenn (2006)
3. Au nom du père (2007)
4. L'Enchanteur Iweret (2009)

- Le Seigneur d'ombre (Soleil)

1. Le Grimoire d'Haleth (2003)[7]
2. Renaissance (2004)
3. Les Gardes pourpres (2005)
4. Une nouvelle ère (2008)

- Spartacus le gladiateur (Soleil)

1. Morituri te salutant... (2004)

- Les Terres de Sienn[8], scénario de Jean-Luc Istin et Nicolas Pona, dessins de François Gomès, Soleil Productions

1. L'Héritage de Yarlig, 2008  (ISBN 978-2-302-00103-9)
2. Le Souffle d'absynthe, 2009  (ISBN 978-2-302-00374-3)
3. La Vie des morts, 2013  (ISBN 978-2-302-01291-2)

- Tom Sawyer (Soleil)

1. Becky Thatcher (2007)
2. Je serai un pirate ! (2007)
3. Coup de théâtre (2010)
4. Les trésors du capitaine Kidd (2010)